# درة خرزهرة (بهمئي غرمسيري الشمالي)
درة خرزهرة (بالفارسية: دره خرزهره) هي قرية تقع في إيران في قسم بهمئي غرمسیري الشمالي الريفي. يقدر عدد سكانها بـ 221 نسمة .